# Prêmio Maxwell Finland
O Prêmio Maxwell Finland (em inglês:  Maxwell Finland Award (Maxwell Finland Award for Scientific Achievement)) da National Foundation for Infectious Diseases é concedido anualmente desde 1988 por pesquisas em doenças infecciosas e saúde pública. É denominado em memória de Maxwell Finland.
A Infectious Diseases Society of America concede também uma Maxwell Finland Lectureship.

## Recipientes
- 1988: Charles Everett Koop
- 1989: Anthony Fauci
- 1991: Pindaros Roy Vagelos
- 1992: Mary Woodard Lasker e Michael DeBakey
- 1993: Arthur Ashe
- 1994: Elizabeth Dole
- 1995: Dale Bumpers e Betty Bumpers
- 1996: Paul Grant Rogers
- 1997: Joshua Lederberg
- 1998: Maurice Hilleman
- 1999: Stanley Falkow
- 2000: Robert Gordon Douglas
- 2001: Robert Austrian
- 2002: Jerome O. Klein
- 2003: George W. Comstock
- 2004: George Herbert McCracken
- 2005: John G. Bartlett
- 2006: Robert C. Moellering Jr.
- 2007: Herbert L. DuPont
- 2008: Martin S. Hirsch
- 2009: Stanley Plotkin
- 2010: Richard P. Wenzel
- 2011: Robert Palmer Beasley
- 2012: George L. Drusano
- 2013: Paul Offit
- 2014: Richard L. Guerrant
- 2015: Samuel Lawrence Katz
- 2016: Diane Edmund Griffin
- 2017: Myron M. Levine
- 2018: Kathryn M. Edwards